# Hermógenes López Coarchita
Eufemio Hermógenes López Coarchita (Ciudad Vieja, Sacatepéquez, 16 de septiembre de 1928 - Aldea Los Cerritos, San José Pinula, 30 de junio de 1978) conocido como Padre Hermógenes López, fue un sacerdote guatemalteco diocesano, célebre por su defensa de los derechos humanos y su amor y entrega para con los más necesitados.
Durante el desarrollo de su ministerio como párroco de San José Pinula, el Padre López se opuso al reclutamiento militar forzoso de los jóvenes y a la campaña de esterilización de mujeres campesinas, así como también se manifestó en contra al proyecto de traslado del agua del municipio hacia la capital.
Hermógenes López fue vilmente asesinado en 1978 cuando aún no había alcanzado los 50 años de edad.
En el año 2007, el arzobispo Rodolfo Quezada hizo solicitud formal ante la Santa Sede del inicio diocesano de la Causa de Beatificación y Canonización del Siervo de Dios Eufemio Hermógenes López Coarchita.
Fue un hombre de profunda fe y de inmensurable caridad para con sus feligreses, además de ser un testimonio palpable de esperanza en los más difíciles años que atravesó la Iglesia Guatemalteca cuando fue perseguida, señalada y calumniada por mantenerse fiel a la misión de Jesucristo. Su pasión por el Evangelio, por la dignidad y por los derechos humanos de los más humildes, le merecieron en vida la fama de santidad.

## Reseña biográfica

### Infancia y Juventud
Nació en el seno de una familia de sólida fe católica, hijo de Ángel López Hernández y Victoria Coarchita Santa Cruz. Tuvo siete hermanos: María Clemencia, Alicia, Sarvelia, Froilán, Jacobo Israel, Juan Bautista y Ángel Arturo. Fue llevado a la pila de bautismo la iglesia de Ciudad Vieja el 20 de septiembre de 1928 por su madrina Doña Eusebia Coarchita.
A la edad de 15 años entró al Seminario menor en Guatemala donde estudió Latín y Filosofía. En 1951 parte a San Salvador para cursar estudios de Teología en el Seminario San José de la Montaña. En su etapa de formación fue un excelente estudiante destacado tanto en humanidades como en lenguas clásicas.

### Sacerdocio
A su regreso, en 1954, fue ordenado presbítero por el Arzobispo Monseñor Mariano Rossell Arellano, pasando sus primeros años de ministerio sacerdotal como formador del Seminario.
Ejerció como Director Espiritual del Seminario Conciliar de la arquidiócesis, Capellán de la iglesia de Nuestra Señora de Fátima, Párroco de Dueñas y auxiliar del párroco de La Florida, en la capital. Posteriormenre, fue  profesor y director espiritual del Preseminario de Santiago, en la iglesia de la Escuela de Cristo, en Antigua Guatemala. El 28 de noviembre de 1966 fue designado párroco de la iglesia de San José Pinula.
En el ejercicio de su ministerio en aquella Parroquia, pudo observar de cerca la dura realidad de la gente.  Su misión pastoral pronto se centró en atender con vocación caritativa  y entrega total las necesidades más urgentes de la población.  Documentó gran parte de sus experiencias en cuadernos donde anotaba sus visitas a los enfermos, y escribió un buen número de cartas a autoridades eclesiásticas y públicas. También formaba parte del equipo de redacción de un pequeño periódico de San José Pinula, llamado Vocero Quincenal.
En sus escritos reflejó aquel amor con el cual servía: «Señor Jesús: vivo muy contento con ser Sacerdote; noto que todo me sale muy bien. Gracias por aquel gran favor del Viernes Santo... ¿Verdad que eres tan bueno con este pobre hombre? Gracias, Señor. Concédeme salud, para gastar mi vida en tu santo servicio»
Tres luchas sociales emprendió el Padre Hermógenes López en la defensa de los derechos humanos fundamentales del pueblo de San José Pinula:  la lucha por la defensa de los recursos hidrológicos; la lucha por la dignidad de los jóvenes contra el trato violento que recibían al ser reclutados por el servicio militar forzado,  y la lucha contra la esterilización de las mujeres que llevaban a cabo en el marco de programas antiéticos de control natal.
Escribió abiertamente al exalcalde del pueblo, al ministro de defensa y al mismo presidente de la república. Alzar su voz en protesta le valió al Padre muchos enemigos y amenazas.
El 25 de junio de 1978, el Padre pronunció en su homilía los abusos del Ejército: “Si es necesaria la sangre de uno de nosotros para que haya paz en Guatemala, yo estoy dispuesto a derramar la mía”, dijo el religioso.

### Martirio
El 30 de junio de 1978, aproximadamente a las once de la mañana, cuando el Padre Hermógenes se encontraba en su vehículo de regreso de visitar a un enfermo en la aledaña Aldea de San Luis, fue interceptado por hombres armados que abrieron fuego contra su humanidad, muriendo así en el sitio.
Citando textualmente el informe de la Comisión para el Esclarecimiento Histórico de Guatemala: «La noticia sobre el asesinato del padre Hermógenes se extiende por los poblados, la gente acude y la conmoción se generaliza...Luego, el cadáver es trasladado a la iglesia. La gente comenzaba a agolparse. “Una multitud muy grande, eran miles de gentes de San José, El Colorado, Concepción Pinula, de las Nubes, de la Soledad, de Palencia, El Zapote, El Naranjo, de la Joya, de los Cedros … fueron miles de gentes”».
En la actualidad sus restos reposan en la iglesia de San José Pinula junto a sus reliquias: la sotana negra y la estola que vestía el día de su muerte, donde se pueden apreciar las perforaciones de las balas y a sangre derramada.

## Proceso de Beatificación y Canonización
En el año 2007 el Arzobispo Rodolfo Cardenal Quezada Toruño, con la aprobación de los Obispos de la Conferencia Episcopal de Guatemala y atendiendo el clamor popular, introdujo ante la Congregación para las Causas de los Santos, la solicitud formal de la Causa de Beatificación y Canonización del Siervo de Dios, Padre Eufemio Hermógenes López Coarchita, obteniendo de manera inmediata una grata respuesta favorable por parte de la Santa Sede para comenzar dicho proceso el 20 de julio de 2007.